# Ферл
Ферл (њем. Verl) општина је у њемачкој савезној држави Северна Рајна-Вестфалија. Једно је од 11 општинских средишта округа Гитерсло. Према процјени из 2010. у општини је живјело 24.908 становника. Посједује регионалну шифру (AGS) 5754044, NUTS (DEA42) и LOCODE (DE VRL) код.

## Географски и демографски подаци
Ферл се налази у савезној држави Северна Рајна-Вестфалија у округу Гитерсло. Општина се налази на надморској висини од 92 метра. Површина општине износи 71,4 km². У самом мјесту је, према процјени из 2010. године, живјело 24.908 становника. Просјечна густина становништва износи 349 становника/km².